# Canet de Mar
Canet de Mar – gmina w Hiszpanii, w prowincji Barcelona, w Katalonii, o powierzchni 6,32 km². W 2011 roku gmina liczyła 14 183 mieszkańców.

## Współpraca
- Isla Cristina, Hiszpania
- Cadillac, Francja